# Ventosa do Bairro
Ventosa do Bairro is een plaats (freguesia) in de Portugese gemeente Mealhada en telt 1186 inwoners (2001).